# Mèo chân đen
Mèo chân đen (Felis nigripes) là một loài mèo nhỏ thuộc Chi Mèo (Felis) trong họ Mèo. Chúng là loài mèo hoang nhỏ nhất, và cũng là một trong những loài động vật ăn thịt ít được nghiên cứu nhất ở châu Phi. Chúng được liệt vào danh sách loài dễ bị tổn thương bởi Liên minh Bảo tồn Thiên nhiên Quốc tế từ năm 2002.

## Đặc điểm

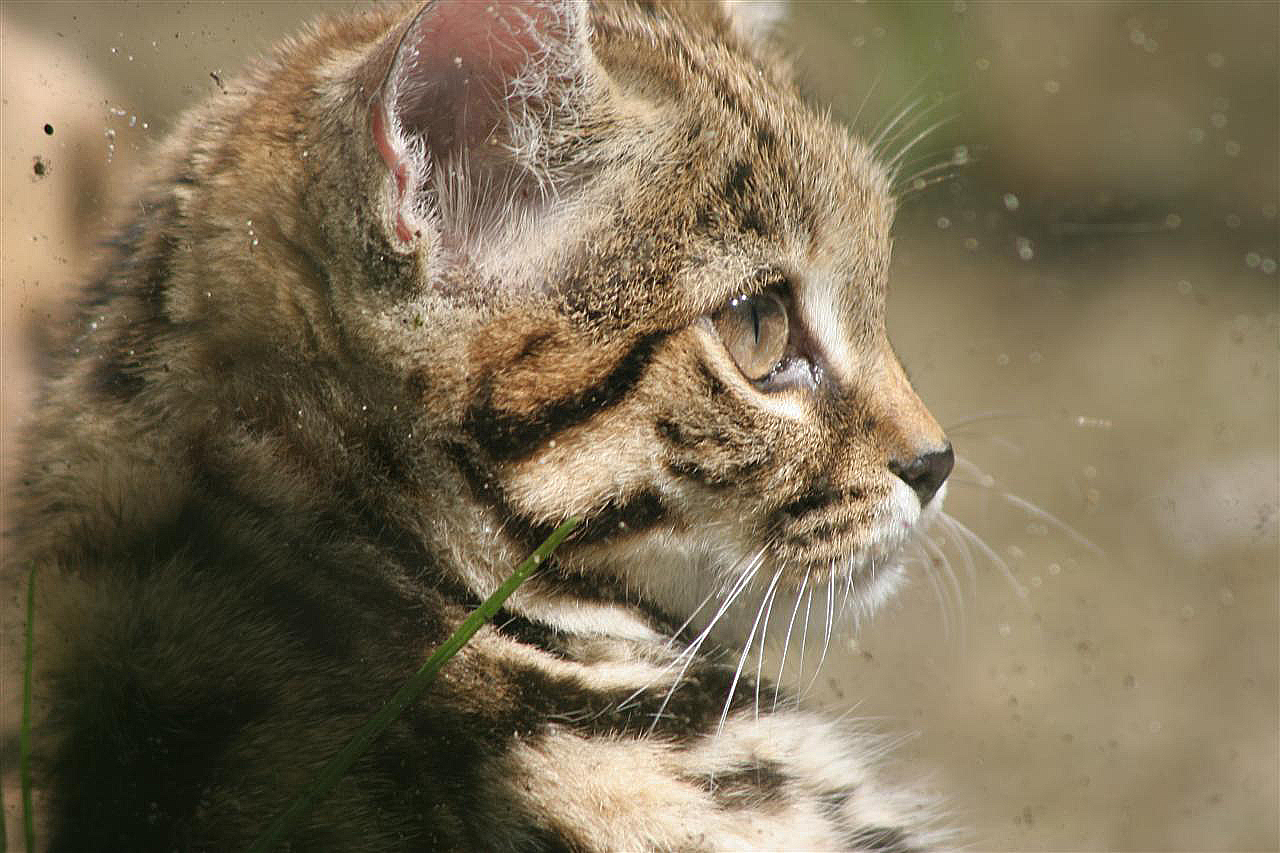
Hình cận cản của một con mèo chân đen tại Vườn bách thú Wuppertal

Mèo chân đen là một trong những loài mèo nhỏ nhất trên tế giới. Con đực trưởng thành cân nặng trung bình 1,9 kg (4,2 lb) và tối đa 2,45 kg (5,4 lb), còn với con cái các thông số tương ứng là 1,3 kilôgam (2,9 lb) và 1,65 kg (3,6 lb). Chiều dài đầu và mình con đực là 36,7 đến 43,3 cm (14,4 đến 17,0 in) với chiều dài đuôi là 16,4 đến 19,8 cm (6,5 đến 7,8 in). Con cái thì nhỏ hơn, với các thông sớ tương ứng là 36,9 cm (14,5 in) và 12,6 đến 17,0 cm (5,0 đến 6,7 in). Chiều cao vai vào khoảng 25 xentimét (9,8 in).
Phần dưới của chân và phần bàn chân của loài mèo này có màu đen, đó là lý do tại sao chúng mang cái tên "mèo chân đen". Màu sắc của bộ lông của chúng khác nhau tùy theo cá thể, từ màu nâu vàng đến ngăm ngăm đen, điểm xuyết những đốm nâu hay đen trộn lẫn với nhau thành các vòng ở chân, cổ và đuôi. Tuy nhiên da của chúng có màu hồng và không đốm, trái với các loài mèo đốm khác. Phần sau của tai có mày giống như màu nền của bộ lông. Mắt của loài mèo này rất lớn.

## Phân bố
Mèo chân đen là loài bản địa ở vùng Nam châu Phi, chúng sinh sống ở Nam Phi, Namibia, Botswana, một phần Zimbabwe và ở phía Nam Angola. Môi trường sống thích hợp của chúng là các xavan khô và mở, các đồng có và các bán hoang mạc Karoo với cây bụi và cây to có độ cao tới khoảng 2.000 m (6.600 ft); tuy nhiên những vùng khô cằn nhất của Namib và sa mạc Kalahari thì không có mặt chúng.

### Phân bố của các phân loài
Hiện nay loài mèo chân đen Felis nigripes bao gồm hai phân loài được công nhận:
- Felis nigripes nigripes — sống ở Botswana, Namibia và phía Bắc của Nam Phi;
- Felis nigripes thomasi — sống ở Đông Nam của Nam Phi

Theo mô tả của Shortridge, F.n. nigripes có kích thước nhỏ hơn và màu nhạt hơn F.n. thomasi. Tuy nhiên, do có những cá thể mang đặc điểm của cả hai phân loài được tìm thấy ở gần Kimberley ở miền Trung của Nam Phi, sự tồn tại của các phân loài trong loài mèo chân đen bị nghi vấn vì, không có bất cứ rào cản nào về địa lý và sinh thái giữa hai phân loài này cả.

## Tập tính

Một con mèo chân đen đang nghỉ ngơi

Mèo chân đen là loài vật sống đơn độc và là động vật ăn đêm, chính vì vậy rất hiếm khi bắt gặp được chúng. Vào ban ngày chúng trú ẩn trong những bụi cây rậm rạp, các hang hốc bỏ hoang của springhare, nhím, thú ăn kiến, hay trong các gò mối. Sau khi mặt trời lặn thì chúng mới mò ra tìm thức ăn. Mèo chân đen thường được tìm thấy ở các khu vực khô và mở với mức độ che phủ vừa phải của cây cối. Chính vì vậy phần lớn lượng nước cần thiết của chúng được lấy ngay từ thịt của con mồi, tuy nhiên chúng cũng không từ chối uống nước nếu bắt gặp một vũng nước nào đó.
Trái với các loài mèo khác, khả năng leo trèo của mèo chân đen khá là kém - và chúng cũng không để ý mấy tới các cành cây. Thực vậy, cơ thể bè bè và chiếc đuôi ngắn hoàn toàn không thích hợp cho việc leo trèo trên các cây cối. Thay vào đó, chúng dành nhiều thời gian vào việc đào và mở rộng các hang hốc của chúng trên nền đất cát.
Mèo chân đen có lối sống đơn độc, ít tiếp xúc và thường sinh sống ở những nơi rất yên tĩnh để không ai quấy rầy. Tuy nhiên khi gặp nguy hiểm, chúng chống trả lại kẻ thù hết sức quyết liệt và dũng cảm. Lối sống đơn độc cùng tinh thần chiến đấu ngoan cường đã khiến mèo chân đen nhận được biệt danh "miershooptier" (hổ gò mối trong tiếng Karoo ở Nam Phi), mặc dù chúng ít khi dùng các gò mối để trú ẩn hay sinh con. Một truyền thuyết của người bộ tộc San nói rằng một con mèo chân đen có thể giết chết một con hươu cao cổ bằng cách cắn đứt động mạch cổ của chúng. Câu chuyện phóng đại này có thể được kể nhằm nhấn mạnh sự dũng cảm ngoan cường của loài vật này.
Trong vòng một năm, một con mèo cái sở hữu một lãnh thổ chừng 10 km2 (3,9 dặm vuông Anh) trong khi một con mèo đực chiếm hữu 22 km2 (8,5 dặm vuông Anh). Trên thực tế, khu vực sinh sống của một con mèo đực trùm lên một phần lãnh thổ của từ 1 - bốn con mèo cái. Trung bình mèo chân đen di chuyển 8 km (5,0 mi) mỗi đêm để đi săn mồi. Chúng dùng mùi cơ thể để đánh dấu lãnh thổ của mình - một con đực có thể "đánh dấu lãnh thổ" đến 12 lần trong vòng một giờ bằng nước tiểu. Ngoài mùi nước tiểu, một số cách đánh dấu khác được áp dụng có thể là cọ xát lên vật thể, để lại vết cào hoặc các chất cặn bã, bài tiết khác của cơ thể. Tiếng kêu của chúng to hơn nhiều so với các loài mèo cùng kích thước, điều này giúp chúng có thể gọi nhau từ khoảng cách rất xa. Tuy nhiên, khi hai con mèo chân đen ở gần nhau, chúng báo hiệu bằng các âm thanh yên tĩnh hơn như tiếng rù tù, òng ọc, hoặc tiếng kêu rít và gầm gừ khi bị đe dọa.

### Săn mồi và nguồn thức ăn
Do kích thước nhỏ, mèo chân đen chủ yếu săn các loài thú gặm nhấm hay các loài chim nhỏ, nhưng cũng có thể tấn công cả những con ô tác cánh trắng và thỏ đất mũi - đáng chú ý là loài thỏ đất mũi có kích thước lớn hơn mèo rất nhiều. Côn trùng và nhện đóng góp chưa tới 1% trong tổng số nguồn thức ăn của chúng. Mèo chân đen là những kẻ săn mồi rất tích cực, chúng có thể săn bắt được đến 14 con mồi (kích thước nhỏ) chỉ trong vòng một đêm. Nhu cầu năng lượng của chúng rất lớn, nếu quy ra khối lượng thịt tiêu thụ thì vào khoảng 250 gam (9 oz) trong vòng một đêm, chiếm 1/6 tổng khối lượng cơ thể của chúng.
Mèo chân đen không tấn công theo kiểu rình và vồ mồi, thay vào đó chúng lặng lẽ tiếp cận con mồi rồi tung đòn quyết định, dựa vào bóng đêm để che giấu hành tung của chúng. Theo các quan sát, mèo chân đen sử dụng việc di chuyển cực nhanh để trục con mồi ra khỏi nơi ẩn náu hoặc bí mật tiếp cận con mồi bằng cách lặng lẽ đi qua các bụi rậm um tùm. Một phương pháp ít áp dụng hơn là phục sẵn phía ngoài hang ổ của con mồi - thường là với đôi mắt nhắm nhưng luôn cảnh giác trước bất cứ tiếng động lạ nào. Mèo chân đen có một tập tính khá giống với các loài mèo lớn (nhưng khác với các loài mèo còn lại) đó là cất giấu con mồi vào một chỗ kín đáo nhằm "để dành" chứ không ăn ngay.

### Sinh sản và vòng đời
Tuổi thọ của một con mèo chân đen là 10 năm trong điều kiện nuôi nhốt. Con cái trưởng thành sinh dục vào khoảng 8-12 tháng tuổi. Thời kỳ động dục của chúng kéo dài chỉ chừng 1 đến 2 ngày, và thời gian sẵn sàng làm tình chỉ có vài giờ - điều này đòi hỏi những con đực phải nhanh chóng tìm đến các con cái. Giao phối diễn ra khá thường xuyên trong giai đoạn này. Thời gian mang thai kéo dài chừng 63 đến 68 ngày. Một lứa đẻ thường gồm hai con, nhưng có thể là một hoặc lên tới bốn con non. Mèo con nặng chừng 60 đến 84 gam (2,1 đến 3,0 oz) vào lúc mới đẻ. Chúng là con non yếu, mới sinh ra chưa mở mắt và gần như không thể tự lo liệu được cho mình - mặc dù vài giờ sau khi sinh chúng có thể tự bò trườn được. Chúng có thể tự đi được khi vài tuần tuổi, bắt đầu ăn thức ăn cứng vào lúc một tháng tuổi và cai sữa vào lúc hai tháng tuổi.
Con cái thường sinh hai con trong mùa xuân, mùa hè và mùa thu. Chúng để con trong hang và khi các con được một tuần tuổi thì chúng cùng đàn con thường xuyên di chuyển chỗ ở. Nhìn chung thì mèo con của loài này lớn nhanh hơn so với các loài mèo cùng kích thước, nhanh chóng thích ứng với điều kiện sống khá chật vật và nhiều hiểm nguy trong môi trường tự nhiên. Khi được 5 tháng tuổi thì mèo con bắt đầu tự lập nhưng vẫn quanh quẩn trong vùng lãnh thổ của mẹ mình.

## Bảo tồn
Mèo chân đen nằm trong phần phụ lục I của Hiệp định mậu dịch về các loài bị đe dọa trong các quần thể động thực vật tự nhiên (CITES) và được bảo vệ bởi luật pháp trong phần lớn khu vực nơi chúng sống. Săn bắn mèo chân đen bị cấm ở Botswana và Nam Phi.

### Nghiên cứu
Nhóm nghiên cứu Mèo chân đen vừa thực thi các kế hoạch nghiên cứu mang tên Khu bảo tồn tự nhiên Benfontein và Trang trại Nuwejaarsfontein ở miền Trung của Nam Phi, trong đó bảy chú mèo chân đen đã được đeo các vòng cổ gắn các thiết bị theo dõi qua sóng vô tuyến. Dự án này là một phần trong các nỗ lực đa ngành nhằm nghiên cứu về phân bổ, sinh thái, sức khỏe và sinh sản của mèo chân đen trong một thời gian dài.

### Trong điều kiện nuôi nhốt
Các cá thể mèo chân đen được vườn bách thú Wuppertal nhận nuôi ngay từ năm 1957. Sáu năm sau đó (1963), những con mèo con đầu tiên đã được sinh ra trong vườn bách thú này. Hiện nay số mèo con sinh ra đã lên tới 140 con trong vòng 73 lứa.
Năm 1993, Chương trình các loài bị đe dọa châu Âu (European Endangered Species Programme - EEP) được khởi xướng với mục tiêu điều phối việc sinh sản và giao phối trong các quần thể động vật nhằm duy trì sự đa dạng trong nguồn gien và ngăn chăn hiện tượng giao phối cận huyết. Sổ ghi lý lịch quốc tế (International Studbook) của loài mèo chân đen được cất giữ trong vườn bách thú Wuppertal Đức. Từ năm 1974 trở đi sổ đã chứa đựng các ghi chép chi tiết của tổng cộng 447 cá thể mèo.
Ngày 13 tháng 2 năm 2011, một con mèo chân đen nuôi tại Viện Tự nhiên Audubon đã sinh nở ra hai con mèo đực con. Sụ kiện này có ý nghĩa rất lớn vì đây là lần đầu tiên một con mèo chân đen mang thai và sinh nở thành công qua quá trình thụ tinh trong ống nghiệm sử dụng các tinh trùng và phôi đông lạnh. Tinh trùng được thu thập từ một con mèo đực vào năm 2003 và sau đó được đưa đi làm đông lạnh. Tinh trùng này được thụ tinh với trứng của mèo cái và hình thành phôi thai vào năm 2005. Các phôi thai này được trữ đông trong vòng gần 6 năm, sau đó đến tháng 12 năm 2010 chúng được đưa vào trong dạ con của một con mèo cái để nó "mang thai" các phôi này và sinh ra hai chú mèo con như đã nói. Các nhà khoa học hy vọng rằng phương pháp thụ tinh trong ống nghiệm sẽ góp phần làm tăng số lượng cũng như tăng sự đa dạng về nguồn gien trong các quần thể có số cá thể ít.